# Tracee Ellis Ross

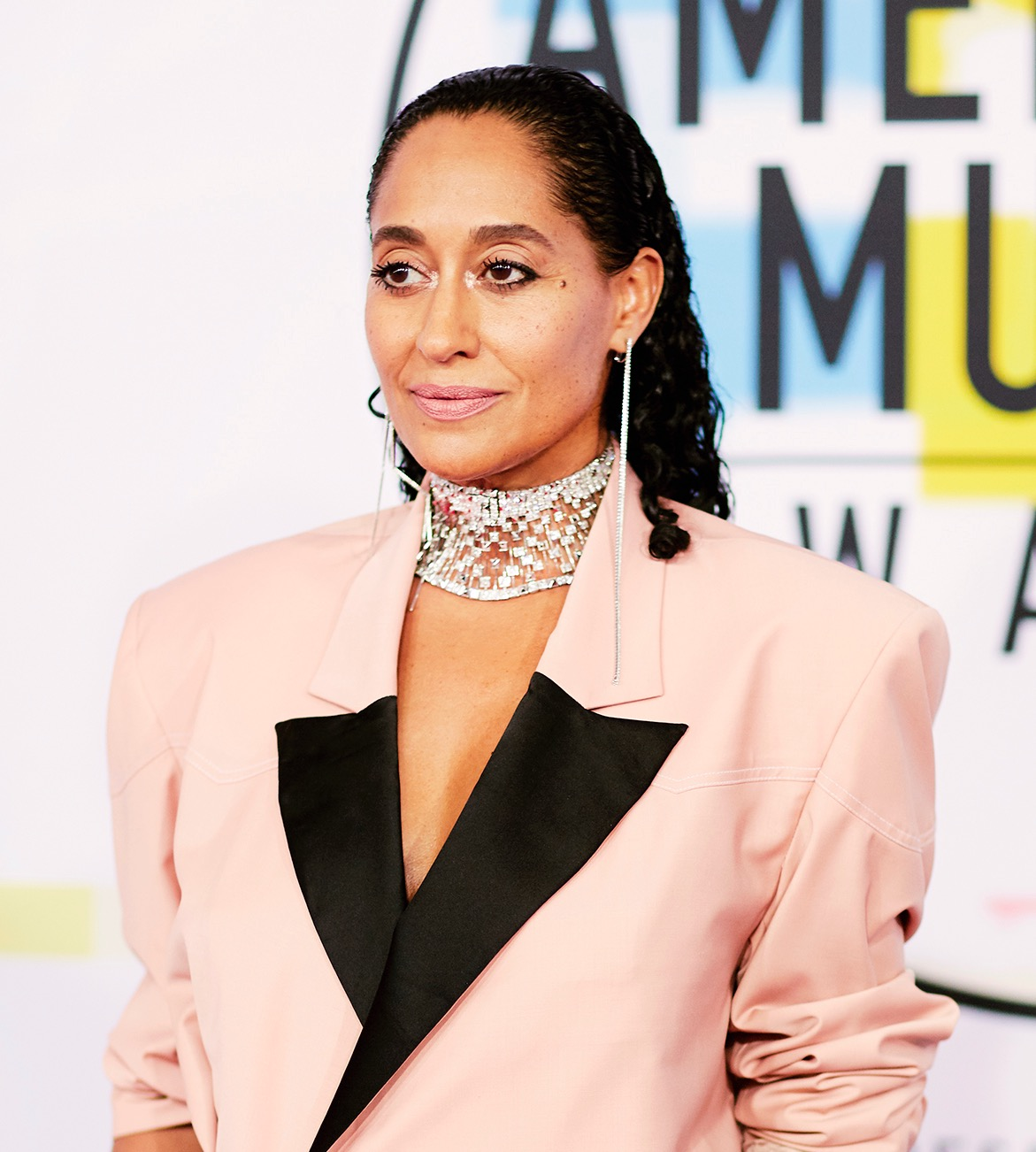
Tracee Ellis Ross (2018)

Tracee Ellis Ross (* 29. Oktober 1972 in Los Angeles, Kalifornien als Tracee Joy Silberstein) ist eine US-amerikanische Schauspielerin.

## Leben und Leistungen
Tracee Ellis Ross, eine Tochter der Sängerin Diana Ross und Robert Ellis Silbersteins, absolvierte im Jahr 1994 die Brown University und lernte Schauspiel am William Esper Acting Studio. Sie arbeitete zeitweise als Moderedakteurin für die Zeitschriften Mirabella und New York Magazine.
Die Amerikanerin debütierte als Schauspielerin an der Seite von Jennifer Connelly und Marcia Gay Harden im Independent-Filmdrama Personal Affairs aus dem Jahr 1996. In der Fernsehserie The Dish aus dem Jahr 1997 trat sie in einer der größeren Rollen auf. Im Filmdrama Aufgelegt! (2000) war sie neben Meg Ryan, Diane Keaton, Lisa Kudrow und Walter Matthau zu sehen.
Ross spielt seit dem Jahr 2000 in der Fernsehserie Girlfriends die Rolle von Joan Carol Clayton, der Juniorpartnerin einer Anwaltskanzlei, die mit Antoinette Marie Childs (Jill Marie Jones), Maya Denise Wilkes (Golden Brooks) und Lynn Searcy (Persia White) befreundet ist. Für diese Rolle wurde sie in den Jahren 2002, 2003, 2004, 2005, 2006 und 2007 für den Image Award nominiert. Im Jahr 2004 wurde sie als Beste Hauptdarstellerin für den BET Comedy Award nominiert, den sie nach der erneuten Nominierung im Jahr 2005 erhielt.
Nachdem Ross einige Jahre nur in der Serie Girlfriends auftrat, spielt sie seit dem Jahr 2006 erneut in einigen Filmen. In der Komödie I-See-You.Com (2006) trat sie an der Seite von Beau Bridges und Rosanna Arquette auf. Im Independent-Filmdrama Daddy’s Little Girls (2007) ist sie neben Gabrielle Union und Louis Gossett Jr. zu sehen.
Ross wurde 2017 für ihre Rolle der Dr. Rainbow „Bow“ Johnson in der Sitcom Black-ish mit einem Golden Globe Award als Beste Serien-Hauptdarstellerin – Komödie/Musical ausgezeichnet.

## Filmografie (Auswahl)
- 1996: Personal Affairs (Far Harbor)
- 1997: The Dish (Fernsehserie)
- 1997: Sue – Eine Frau in New York (Sue)
- 1998: Race Against Fear: A Moment of Truth Movie
- 2000: Aufgelegt! (Hanging Up)
- 2000: In the Weeds
- 2000–2008: Girlfriends (Fernsehserie, 172 Episoden)
- 2006: I-See-You.Com
- 2007: Daddy’s Little Girls
- 2009: (K)ein bisschen schwanger (Labor Pains)
- 2010: Private Practice (Fernsehserie, Episode 3x21)
- 2011: CSI: Vegas (CSI: Crime Scene Investigation, Fernsehserie, 4 Episoden)
- 2011: Five (Fernsehfilm)
- 2011: Reed Between the Lines (Fernsehserie, 25 Episoden)
- 2014–2022: Black-ish (Fernsehserie)
- 2016: Broad City (Fernsehserie, Episode 3x10)
- 2018: Grown-ish (Fernsehserie, Episode 1x06)
- 2018: Portlandia (Fernsehserie, Episode 8x06)
- 2019: Little (Stimme von HomeGirl)
- 2019: Mixed-ish (Fernsehserie, 30 Episoden, Stimme von Rainbow Johnson)
- 2020: The High Note
- 2023: Amerikanische Fiktion (American Fiction)
- 2023: Cold Copy
- 2023: Candy Cane Lane – Eine Weihnachtsgeschichte (Candy Cane Lane)
- 2025: Black Mirror (Fernsehserie, Episode 7x01)

## Auszeichnungen und Nominierungen
Emmy Award
- 2016: Nominierung als beste Hauptdarstellerin in einer Comedyserie für Black-ish
- 2017: Nominierung als beste Hauptdarstellerin in einer Comedyserie für Black-ish
- 2018: Nominierung als beste Hauptdarstellerin in einer Comedyserie für Black-ish
- 2020: Nominierung als beste Hauptdarstellerin in einer Comedyserie für Black-ish
- 2021: Nominierung als beste Hauptdarstellerin in einer Comedyserie für Black-ish
- 2021: Nominierung als beste Produzentin einer Comedyserie für Black-ish

Golden Globe Award
- 2017: Beste Serien-Hauptdarstellerin – Komödie oder Musical für Black-ish

Screen Actors Guild Award
- 2017: Nominierung als bestes Schauspielensemble in einer Comedyserie für Black-ish
- 2018: Nominierung als bestes Schauspielensemble in einer Comedyserie für Black-ish

Critics’ Choice Television Award
- 2016 (Jan): Nominierung als beste Hauptdarstellerin in einer Comedyserie für Black-ish
- 2016 (Dez): Nominierung als beste Hauptdarstellerin in einer Comedyserie für Black-ish